# 西川町路線バス
西川町路線バス（にしかわまちろせんバス）は、山形県西村山郡西川町が運行するコミュニティバス（自治体バス）である。町では単に「路線バス」と称している。

## 概要
- 運行形態は、自家用自動車（白ナンバー車）による有償運送である。運行業務を月山観光タクシーへ委託している。
- 料金は概ね200円均一だが、月山志津温泉線の姥沢へは一律500円、道の駅にしかわ寒河江駅線の町外区間は一部区間制。中学生以下は無料。
  - 回数券（11枚綴りで10回分）、通勤・通学・片道各定期券もある。荷物使用料の設定もある。
- 月山志津温泉線・道の駅にしかわ寒河江駅線を除き、日曜、祝日、8月13日～16日は運休。土曜は、一部路線で運休。

## 沿革

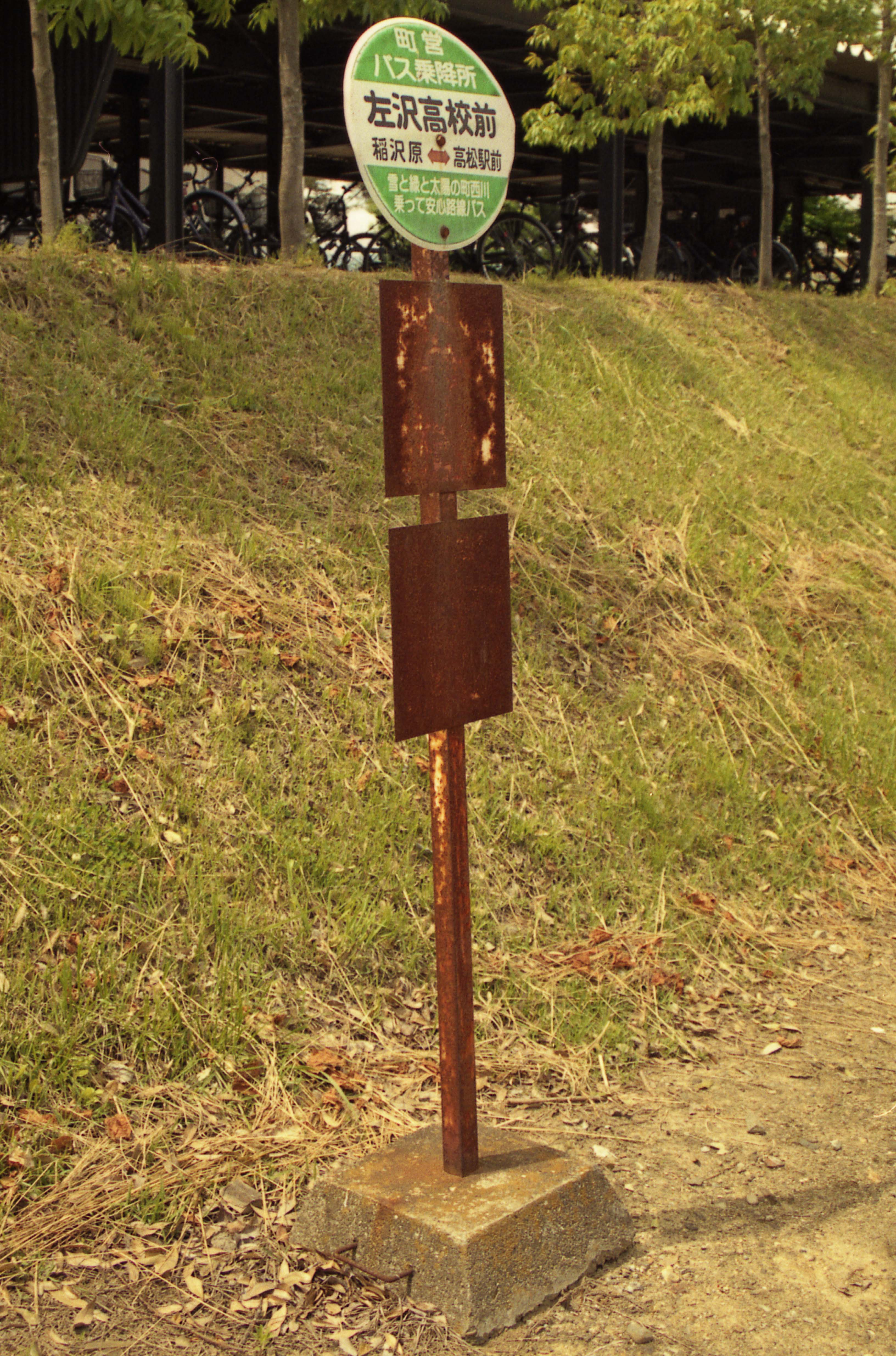
町営バスのバス停
（1999年当時）

- 1977年7月1日 - 6路線にて運行開始。全路線1日3往復、日曜・祝日運休。
  - 当時の路線は以下の通り。
    1. 東部循環線（病院 - 原）
    2. 鶴部線（東中 - 鶴部）
    3. 稲沢・間沢川線（稲沢原 - 坂ノ上 - 病院前 - 下屋敷）
    4. 小山線（病院 - 小山小学校下）
    5. 岩根沢線（病院 - 岩根沢）
    6. 小沼線（病院 - 小沼）
- 2017年4月1日 - 月山銘水館～寒河江駅間の路線を、山交バスから引き継ぐ。

## 路線
以下11路線がある。
月山志津温泉線
- （西川中学校 → ）西川IC（西川バスストップ） - 間沢 - 道の駅にしかわ - 本道寺社務所 - 月山口 - 志津 - 志津野営場前 - 姥沢
- 志津 → 交流センター → 西川小学校 → 西川中学校  → 町立病院（スクールバス混乗）
  - 志津 - 姥沢間は4月9日 - 10月22日までの間運行。

道の駅にしかわ寒河江駅線
- 道の駅にしかわ - 間沢 - 西川町役場前 - 宮内 - 白岩 - 高松駅前角 - 寒河江市立病院 - 本町通り - 寒河江駅
  - 2017年4月1日より、山交バスから引継ぎ、運行開始。

本道寺線
- 月岡 - 清水小屋 - 水沢 - 道の駅にしかわ - 間沢 - 西川中学校 - 老人センター - 間沢
  - 一部便はデマンドバス方式。
  - 午後便は、西川中学校・老人センター始発。また、水沢発着が1往復ある。

東部デマンド循環線
- 町立病院 - 間沢 - 原 - 稲沢 - 睦合小学校 - 西川中学校 - 老人センター - 町立病院
  - デマンドバス方式。

大井沢線
- 西川中学校 - 間沢 - 道の駅にしかわ - 月山口 - ゆったり館 - 清水原 - 見附 - 根子
  - 一部便はデマンドバス方式。

沼山線
- 南野 - 中岫 - 芦沼田 - 沢口 - 原 - 町立病院 - にしかわ保育園
  - 南野・中岫で乗車する場合はデマンドバス方式。

虎屋酒造線
- 虎屋酒造 - 川土居小学校 - 西川中学校 - 老人センター - にしかわ保育園 - 町立病院 - 間沢

岩根沢線
- 桂林 - 沼の平 - 間沢 - 町立病院 - 老人センター - 間沢　
  - 一部便はデマンドバス方式。
  - 午後便は、西川中学校始発で岩根沢小下が終着となる。

小沼線
- 小沼 - 間沢 - にしかわ保育園 - 町立病院 （← 老人センター）
  - デマンドバス方式。

小山線
- 小山 - 新田 - 入間小学校 - 間沢 - 西川中学校 - 老人センター - 間沢
  - 午後便は、西川中学校始発。新田で乗客がいなくなった場合は、新田で終着となる。
  - 小山・菅谷地・石畑口で乗車する場合はデマンドバス方式。

大井沢・稲沢左沢線
- 道の駅にしかわ → 間沢 → 町立病院 → 西川中学校 → 稲沢原口 → 左沢高校
- 左沢高校 → 稲沢原口 → 西川中学校 → 町立病院 → 間沢 → 道の駅にしかわ （→ 石倉口 → 原 → 中上 → 見附 → 根子）
- 稲沢原 - 睦合小学校 - 老人センター - 町立病院 （←交流センターあいべ）- 間沢 - 道の駅にしかわ
  - 左沢高校発で、カッコ内の区間（石倉口～根子）のバス停で降車する時にデマンドバス方式。

## 車両

町営バスの車両（1999年当時）
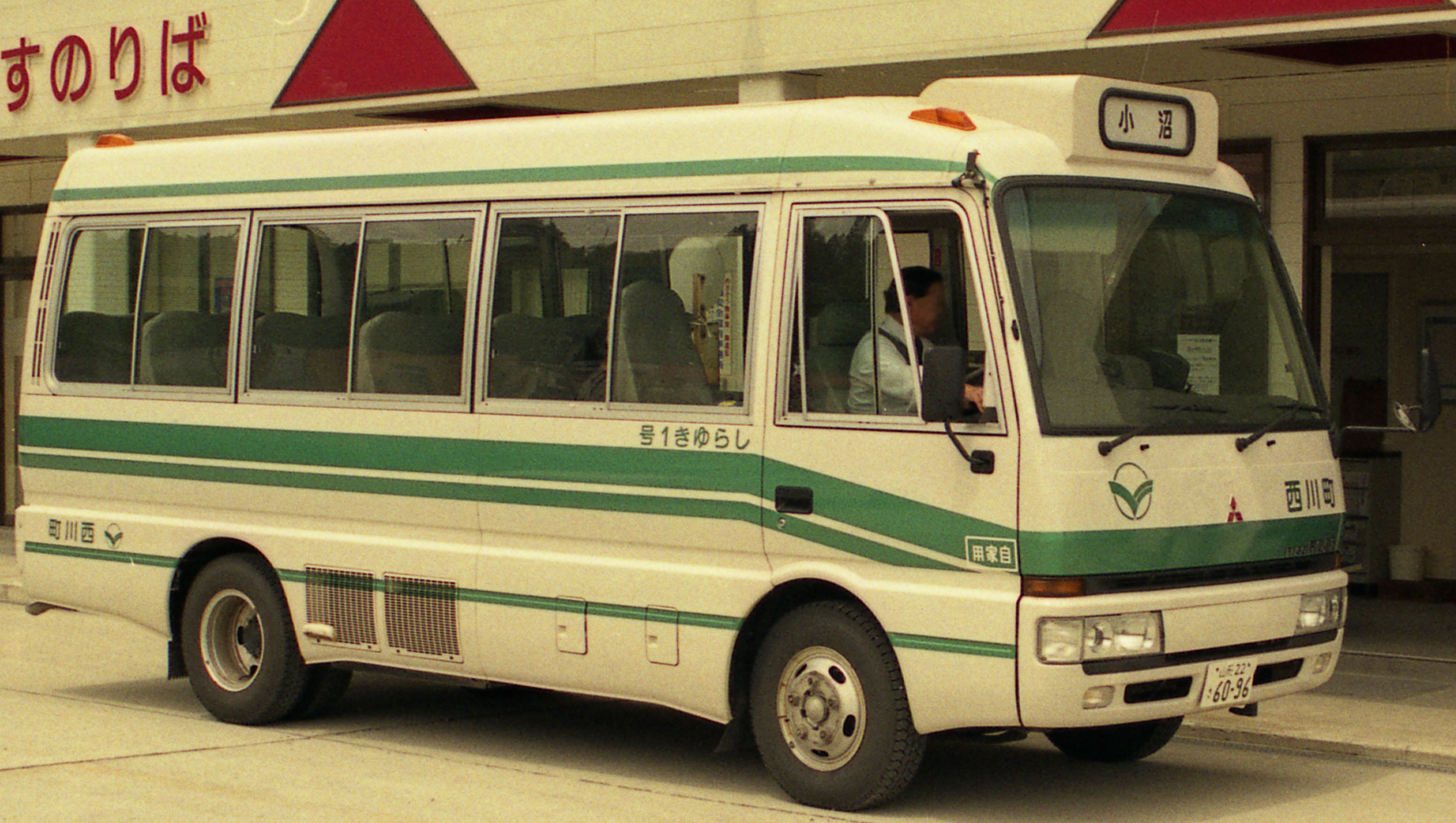
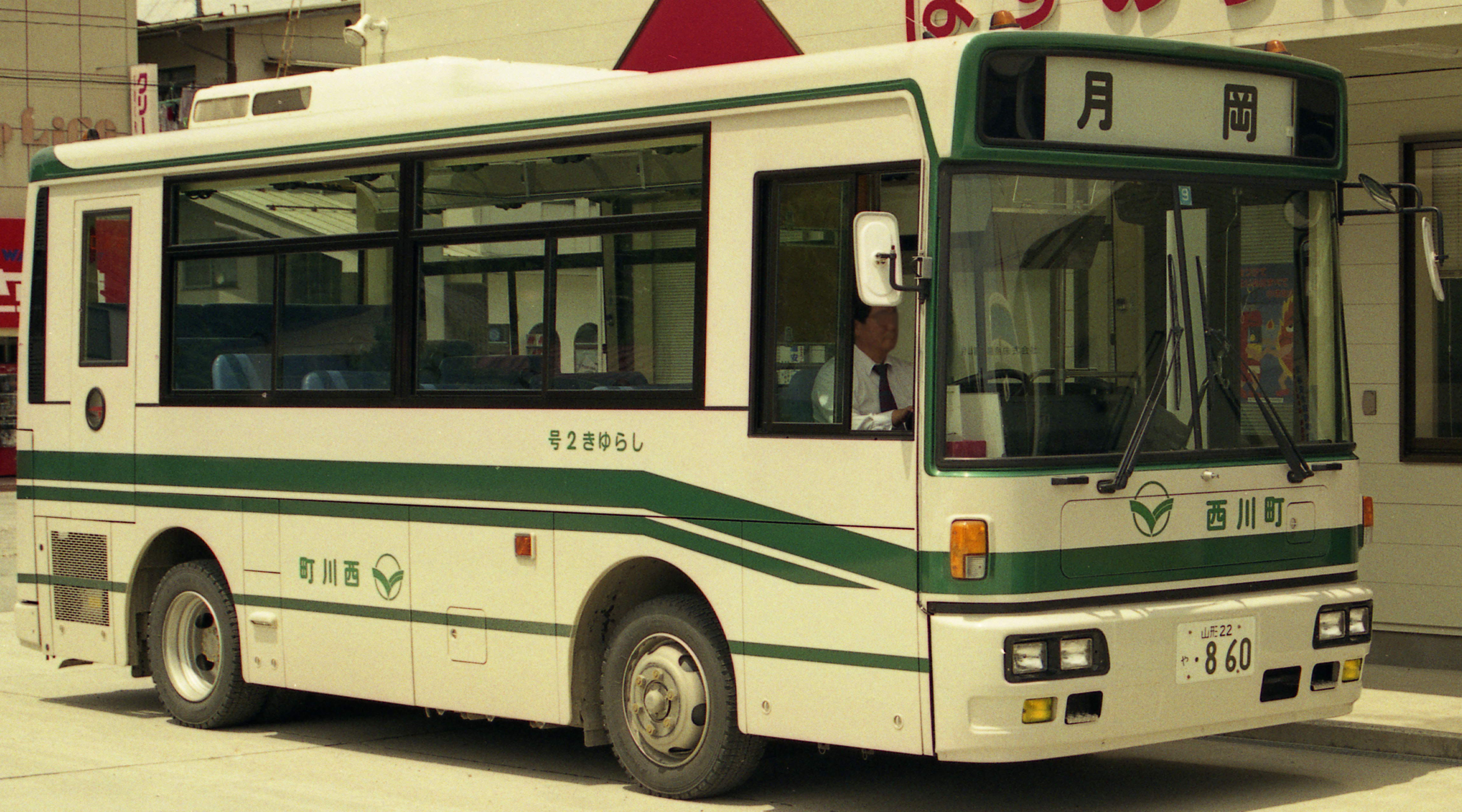
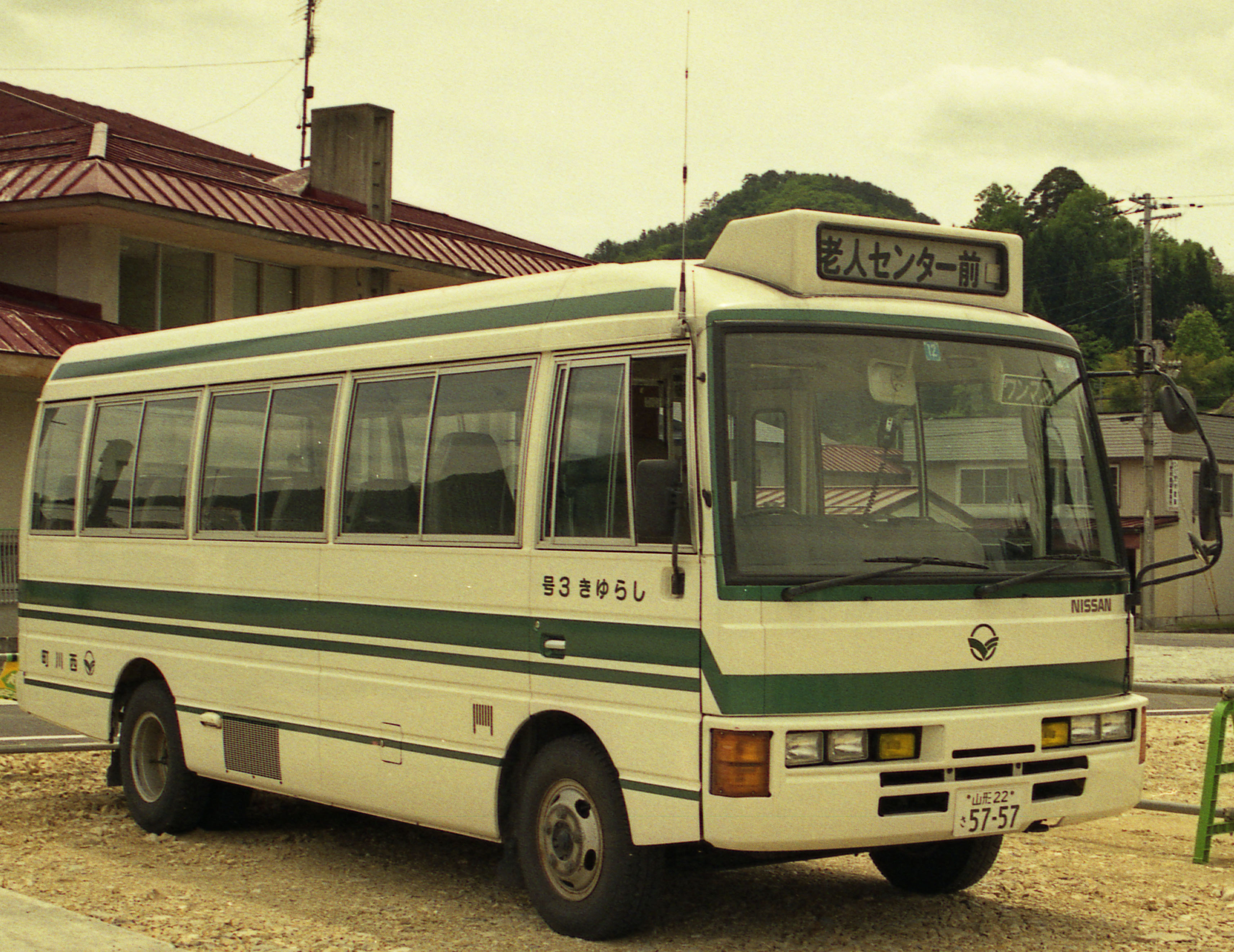
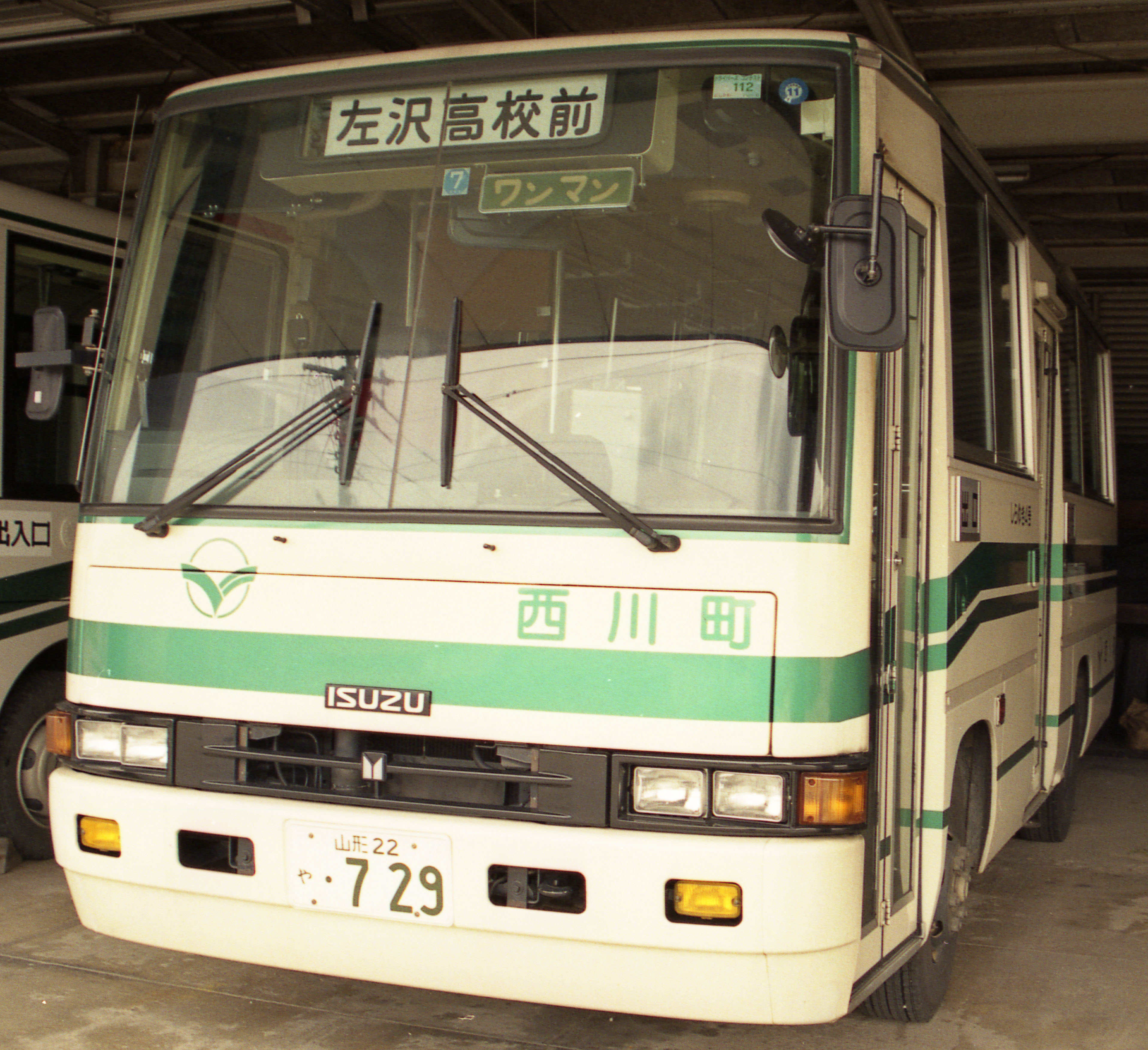
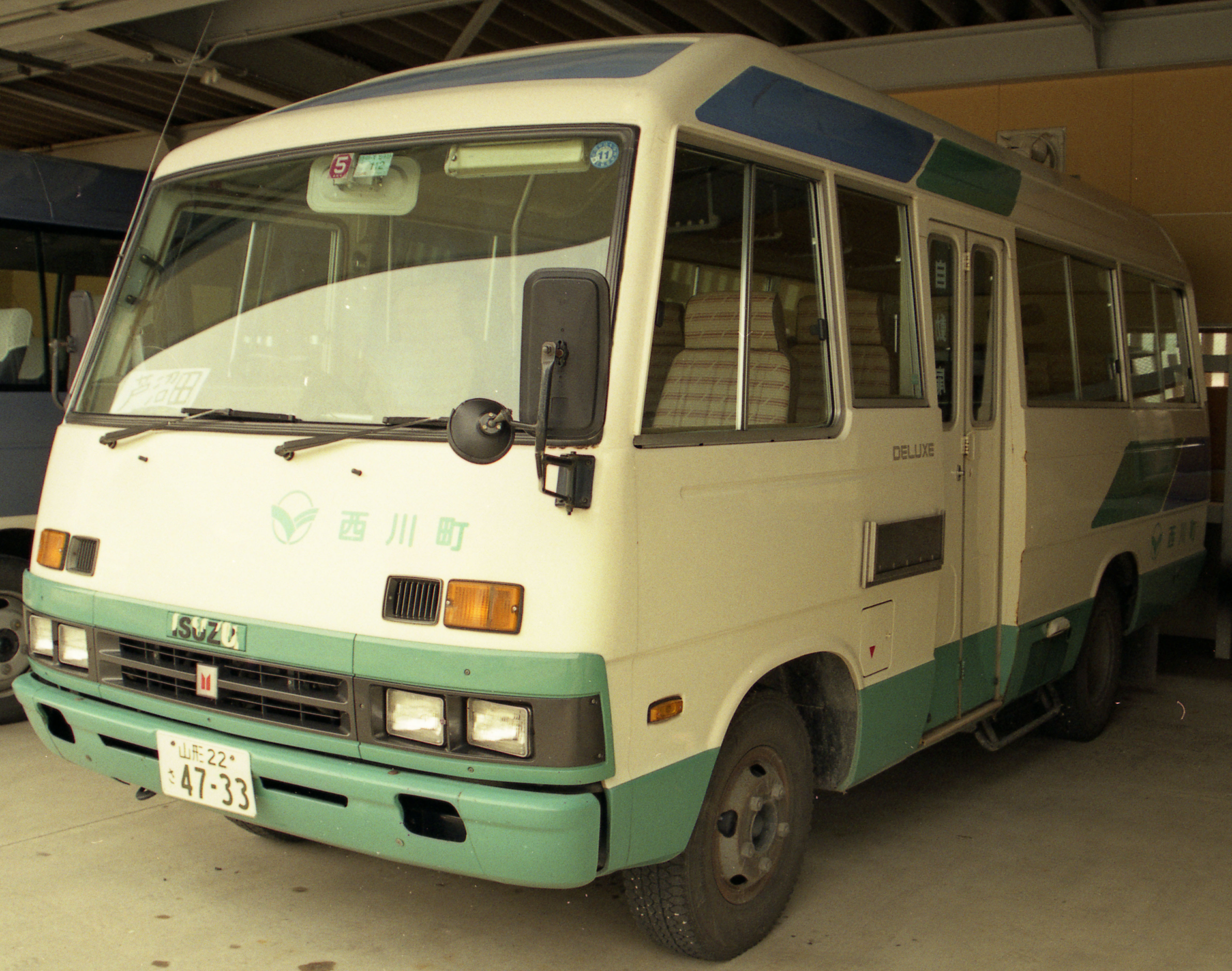